# Ties Joosten
Ties Joosten (1984) is een Nederlandse onderzoeksjournalist. 
Joosten volgde een opleiding geschiedenis en studeerde in 2012 af aan de Vrije Universiteit Amsterdam in de richting journalistiek. Hierna werkte hij als adjunct-hoofdredacteur bij het Rotterdamse Vers Beton en het landelijke online platform De Nieuwe Pers. Ook was hij samensteller bij TPO Magazine, het latere Reporters Online.
Na te hebben gewerkt voor De Nieuwe Pers was Joosten tot 2017 hoofdredacteur van de digitale kiosk Blendle.
Als journalist van Follow the Money houdt hij zich sinds 2017 bezig met duurzaamheid op de gebieden klimaat, energie, industrie, haven en luchtvaart. Zo deed hij onderzoek naar de subsidiestromen in het luchtverkeer rondom Luchthaven Schiphol.
Vanaf 2025 is hij adjunct-hoofdredacteur van FTM.

## Bestseller 60
| Boeken met noteringen in de Nederlandse Bestseller 60 | Jaar van verschijnen | Datum van binnenkomst | Hoogste positie | Aantal weken | Opmerkingen |
| ----------------------------------------------------- | -------------------- | --------------------- | --------------- | ------------ | ----------- |
| De blauwe fabel                                       | 2022                 | 02-02-2022            | 4               | 1            |             |